# Tachypeza nubila
Tachypeza nubila är en tvåvingeart som först beskrevs av Johann Wilhelm Meigen 1804.  Tachypeza nubila ingår i släktet Tachypeza och familjen puckeldansflugor. Arten är reproducerande i Sverige. Inga underarter finns listade i Catalogue of Life.

## Bildgalleri

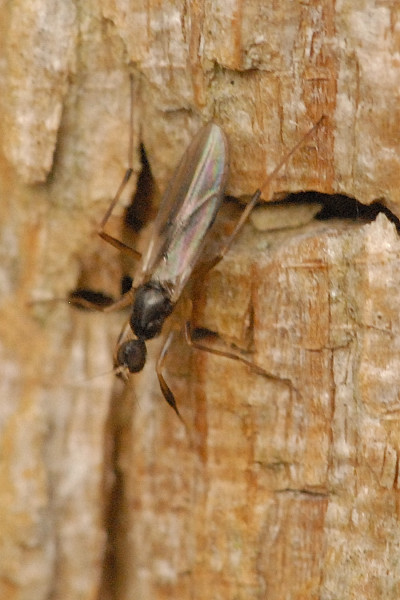